# Риболлита
Риболли́та (итал. ribollita — «сваренная дважды») — густой итальянский овощной суп, происходящий из Тосканы. Имеется много вариаций рецепта блюда, однако основные ингредиенты — бобовые (фасоль, бобы), засохший несолёный хлеб, чёрная капуста (cavolo nero, характерный тёмнолистовой тосканский овощ, который иногда заменяют савойской капустой) и различные недорогие овощи (цукини, морковь, картофель, лук), а также оливковое масло. Перед подачей на стол может посыпаться тёртым сыром (пармезаном, пекорино), традиционно сервируется с терпким красным вином (например, кьянти). Считается сезонным блюдом, наиболее уместным в холодное время года.
Суп происходит из крестьянской кухни, и часто представлял собой остатки вчерашних варёных овощей или супа минестроне с добавлением для сытности вчерашнего хлеба. Имеется версия, что рецепт супа происходит из Средних веков, когда феодалы на пирах использовали круглый плоский хлеб в качестве тарелок, а наутро их прислуга отваривала пропитавшийся мясным соком хлеб вместе с овощами.